# Lloyd (Floride)
Pour les articles homonymes, voir Lloyd.
Lloyd est une census-designated place du comté de Jefferson, dans la région de Big Bend, dans l'État de Floride, aux États-Unis,. En 2020, elle compte une population de 187 habitants.